# 中村哲平
中村 哲平（なかむら てっぺい、1979年8月18日 - ）は、日本の映画監督。千葉県浦安市出身。

## 来歴
日本の映画学校を卒業後、単身渡米し、ロサンゼルス・シティ・カレッジのシネマ科を卒業。以後、映画監督として数々の作品を制作。
2009年、俳優の伊原剛志と共に脚本を共同執筆した作品『A LITTLE STEP』を監督する。
2010年、関ジャニ∞主演の音楽長編映画『8UPPERS FEATURE MUSIC FILM』の監督・脚本を担当。
2011年からは福山雅治出演のアサヒスーパードライのテレビCM監督を担当（2011年 ‐ 2014年）。
その他MV等の映像作品を手がけつつ、関わり合いの深い関ジャニ∞のライブ『KANJANI∞ 五大ドームTOUR EIGHT×EIGHTER おもんなかったらドームすいません』にてOP映像を監督する。
2012年、ロックバンド・UVERworldの長編ドキュメンタリー映画監督作『UVERworld DOCUMENTARY THE SONG』でDVDランキング映画部門において発売初週第一位を獲得し、ドキュメンタリー映画ではマイケル・ジャクソンの『THIS IS IT」以来の快挙となった。
アメリカの大学で学んだ際の語学力を活かし、マイケル・ベイ（『アルマゲドン』『トランスフォーマー』シリーズ等）やジョン・ウー（『レッドクリフ』シリーズ『M:I-2』nado等）といった著名な映画監督と共にCM制作を行うなど、国際的な作品にも多く携わる。
2014年、全編ロサンゼルスで撮影した『ZEDD』を監督・脚本し、日本語・英語・韓国語・中国語の四カ国語を使用したインターナショナルな作品として高い評価を受ける。
2015年、中村原案の小説「一億分の一の小説」がKADOKAWAから出版。物語の舞台となった屋久島を撮りおろした写真集も同時に発行。
2017年、玉木宏主演で『悪と仮面のルール』の映画化が発表。公開は2018年を予定。原作は芥川賞作家・中村文則氏の同名小説で、2013年にウォール・ストリート・ジャーナルのアメリカ版にてミステリーベスト10に選ばれた話題作。
2019年、新しい事務所、【BASIC.】を開設する。中村を社長とし、それぞれ個性のある新人タレント、女優、俳優が所属している。
2020年、朗読劇型 短編映画【暁の記憶】をつくりあげる。3人の朗読者が想い浮かべる物語の世界を一緒に体感する、新しいタイプの映像作品。
主演の2人と、現役女子高生の女優の活躍に期待がつのる。

## 主な監督作品

### ミュージックビデオ
- UVERworld
  - BABY BORN & GO
  - KINJITO
  - THE SONG
  - 7日目の決意
  - PRAYING RUN
  - ALL ALONE ‐ YouTubeで公開されている同曲のPVも監督。
  - ほんの少し

- AKB48
  - 愛の意味を考えてみた

- SKE48
  - コケティッシュ渋滞中
  - 前のめり
  - 夏よ、急げ！
  - 意外にマンゴー
  - Stand by you

- S.R.S
  - Real Lie

- 関ジャニ∞　　
  - アイスクリーム／錦戸亮・安田章大
  - 浮世踊リビト　
  - がむしゃら行進曲　
  - Kick／丸山隆平[1]
  - きっと幸せがキミを待ってる／大倉忠義[2]
  - 365日家族
  - TAKOYAKI in my heart
  - Dear…／村上信五[2]
  - TOPOP／安田章大[2]
  - トリックスター／横山裕[2]
  - ビースト!!／錦戸亮・村上信五・丸山隆平
  - monologue／錦戸亮[1]
  - Revolver／渋谷すばる[1]

- コブクロ
  - 晴々

- GENERATIONS from EXILE TRIBE
  - NEXT[3]。

- シシド・カフカ
  - キケンなふたり

- DANCE EARTH PARTY
  - WAVE

- 福山雅治
  - Get the groove

- 遊助
  - 檸檬

### コマーシャル
- アサヒスーパードライ 福山雅治 出演
  - 「SILVER SIZZLE篇」(2011年)
  - 「RED EARTH篇」(2011年)
  - 「BLUE LIVE篇」(2011年)
  - 「鮮度実感パック篇」(2011年)
  - 「BLUE SHOUT篇」(2011年)
  - 「うまい！を明日へ！篇」(2011年)
  - 「HUMAN HEAT篇」(2011年)
  - 「DEPARTURE篇」(2012年)
  - 「GRAND SHOUT篇」(2012年) with マイケル・ベイ
  - 「鮮度実感パック ファクトリー篇」(2012年)
  - 「Carnival篇」(2012年)
  - 「Premium Gift篇」(2012年)
  - 「REAL篇」(2012年)
  - 「FOR, FUN.篇」(2013年)
  - 「Creation篇」(2013年)
  - 「Crank up篇」(2013年) with ジョン・ウー
  - 「Market篇」(2013年) with ジョン・ウーｔ
  - 「SILVER WAVE篇」(2013年)
  - 「GO NEXT篇」(2013年)
- ネスカフェ エクセラ ボトルコーヒー
  - 「フローズン篇」(2013年)
- LIXILグループ
  - 「松下奈緒・アイフルホーム」(2015年)
  - 「山崎賢人 登場篇・アイフルホーム」(2017年)
- adidas
  - 「TOKYO RUN +5 CHALLENGE」(2017年)

### プロモーションビデオ
- A LITTLE STEP（2009年、監督・脚本・編集）‐ ショートフィルム
- UVERworld「THE HISTORY」(2012年[4]）
- ZEDD (2014年、監督・脚本・編集）‐ アイドル音楽ユニット・CROSS GENE主演。
- 白夜（Special Video）（2019年、監督）‐ EXILE・SHOKICHIの写真集『BYAKUYA』の為に書き下ろした楽曲『白夜』のプロモーション用に制作され、オリジナル・フル・アルバム『1114』に収録された[5]。

### 長編映画
- 8UPPERS FEATURE MUSIC FILM（2010年、監督・脚本・編集）‐ 関ジャニ∞主演[8]
- UVERworld DOCUMENTARY THE SONG (2012年、監督・編集)
- 悪と仮面のルール (2018年、監督・編集)

### その他映像作品
- 関ジャニ∞『KANJANI∞ 五大ドームTOUR EIGHT×EIGHTER おもんなかったらドームすいません』OP映像（2011年[9]）
- 連続テレビドラマ『シェアハウスの恋人 』OPタイトルバック（2013年）
- 渋谷すばる ドキュメンタリー『記憶 〜渋谷すばる / 1562』（2015年[9]）
- 関ジャニ∞『関ジャニ'sエイターテインメント』OP映像（2016年 ‐ 2017年[9]）

### 書籍
- 小説『一億分の一の小説』（2015年）‐ 原案担当